# Vetusodon elikhulu
Vetusodon elikhulu és una espècie extinta de sinàpsids del clade dels epicinodonts que visqué a Àfrica durant el Permià superior, fa entre 252,2 i 259,9 milions d'anys. Se n'han trobat restes fòssils a KwaZulu-Natal (Sud-àfrica). Es tracta de l'única espècie del gènere Vetusodon. Era un cinodont de grans dimensions i constitució robusta. La base del crani feia com a mínim 18 cm de llargada. Tenia el musell curt i ample. El nom genèric Vetusodon significa ‘dent vella’, mentre que el nom específic elikhulu significa ‘gros’ en zulú.